# كتائب شرطة النظام
كتائب شرطة النظام هي تشكيلات عسكرية لشرطة النظام الألمانية خلال الحقبة النازية. خضعو خلال الحرب العالمية الثانية لقوات الأمن الخاصة وتم نشرهم في المناطق التي تحتلها ألمانيا، وتحديداً المناطق الخلفية لمجموعة الجيوش والمناطق الخاضعة للإدارة المدنية الألمانية. إلى جانب أينزاتسغروبن وفافن إس إس، ارتكبت هذه الوحدات عمليات القتل الجماعي ضد السكان اليهود وكانت مسؤولة عن ارتكاب جرائم واسعة النطاق ضد الإنسانية تستهدف السكان المدنيين. 

## التاريخ التشغيلي
كانت شرطة النظام الألمانية أداة رئيسية لجهاز الأمن في ألمانيا النازية. في فترة ما قبل الحرب، تعاون هينريش هيملر، رئيس قوات الأمن الخاصة، وكورت دالوج، قائد شرطة النظام، في تحويل قوة الشرطة في جمهورية فايمار إلى تشكيلات عسكرية جاهزة لخدمة أهداف النظام المتمثلة في الغزو والإبادة العنصرية. شاركت وحدات الشرطة في ضم النمسا واحتلال تشيكوسلوفاكيا. 

### غزو بولندا

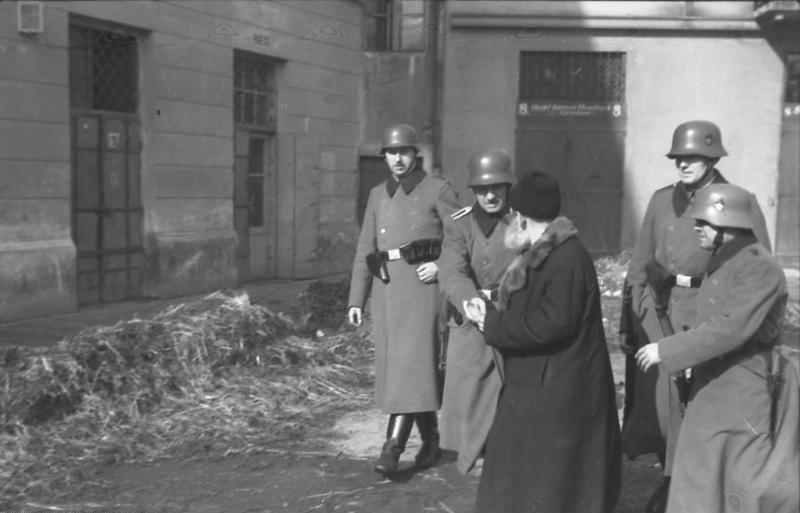
وحدة من الشرطة تقوم بغارة (razzia) في حي اليهود في كراكوف، 1941.

تشكلت قوات الشرطة أولاً في تشكيلات بحجم كتيبة لغزو بولندا، حيث تم نشرها لأغراض أمنية وشرطية، وكذلك المشاركة في عمليات الإعدام والترحيل الجماعي.  تم نشر أول 17 كتيبة 17 بواسطة أوروبو في سبتمبر 1939 جنبا إلى جنب مع الجيش الفيرماخت في غزو بولندا. قامت الكتائب بحراسة أسرى الحرب البولنديين ونفذت طرد البولنديين من رايشجاو وارثلاند تحت راية ليبنسراوم.  كما ارتكبوا فظائع ضد كل من الكاثوليك واليهود كجزء من «عمليات إعادة التوطين» هذه.  بعد توقف الأعمال القتالية، استعادت الكتائب - مثل كتيبة الشرطة الاحتياطية 101 - دور قوات الأمن، وقامت بدوريات في محيط الأحياء اليهودية اليهودية في بولندا التي تحتلها ألمانيا (كانت قضايا الأمن في الغيتو الداخلي تدار من قبل قوات الأمن الخاصة، الشرطة الأمنية الألمانية، و الشرطة الجنائية، بالتعاون مع إدارة الحي اليهودي). 

### غزو الاتحاد السوفيتي
كان من المقرر أن تشارك 23 كتيبة من اوربو في غزو الاتحاد السوفيتي عام 1941 في عملية بارباروسا. تم ربط تسعة فرقأمنية في فيرماخت. تم تعيين كتيبتين لدعم أينزاتسغروبن، وفرق الموت المتنقلة من الإس إس، وOrganization Todt، مجموعة البناء العسكرية. تم تشكيل اثني عشر في أفواج بثلاث كتائب لكل منها، وتم تعيينهم كفوج الشرطة المركزي والشمالي والجنوبي.  كانت أهداف كتائب الشرطة هي تأمين الخطوط الخلفية من خلال القضاء على فلول قوات العدو، وحراسة أسرى الحرب، وحماية خطوط الاتصالات والمرافق الصناعية التي تم الاستيلاء عليها. كما تضمنت تعليماتهم، كما ذكر دالوج، «مكافحة العناصر الإجرامية، وقبل كل شيء العناصر السياسية». 
تتألف الكتيبة المكونة من 550 شخص لكل كتيبة ووصل عددهم غلى 300 كتيبة، تم تجنيدهم من مجندين تم تعبئتهم من المجموعات العمرية 1905-1915. كان يقودهم مهنيون في الشرطة، غارقون في أيديولوجية النازية، مدفوعون بمعاداة السامية ومعاداة البلشفية.  وضعت الأفواج والكتائب تحت قيادة رجال الشرطة. عندما عبرت الوحدات الحدود الألمانية السوفيتية، أصبحت تحت سيطرة قائد قوات الأمن العليا والشرطة (HSS-PF) للمناطق الخلفية لمركز مجموعة الجيش. 

## وحدات

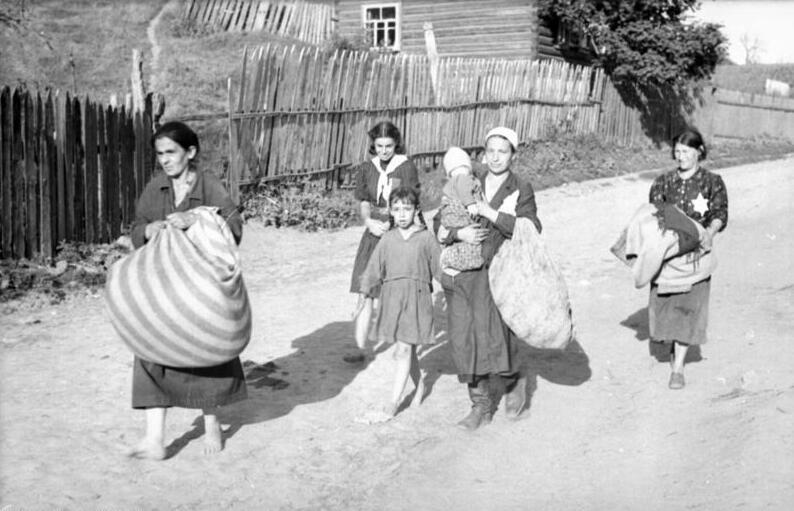
صورة دعاية الفيرماخت للنساء اليهوديات في موغيليف، يوليو 1941. قُتل يهود موغيليف على يد كتيبة الشرطة 322 لفوج الشرطة المركزي في أكتوبر 1941.

### كتائب الشرطة النظامية
- كتيبة الشرطة 9 (الحق ب أينزاتسغروبن )
- كتيبة الشرطة 45
- كتيبة الشرطة 303
- كتيبة الشرطة 304
- كتيبة الشرطة 307
- كتيبة الشرطة 309
- كتيبة الشرطة 314
- كتيبة الشرطة 315
- كتيبة الشرطة 316
- كتيبة الشرطة 320
- كتيبة الشرطة 322

### كتائب الشرطة الاحتياطية
- كتيبة الشرطة الاحتياطية 101

## بعد
لم يتم إعلان كتائب الشرطة ككل باعتبارها منظمة إجرامية من قبل الحلفاء، على عكس SS، وتمكّن أعضاؤها من إعادة الاندماج في المجتمع دون أي تحرش، مع عودة الكثير منهم إلى وظائف الشرطة في النمسا وألمانيا الغربية. 